# Liga e Parë
De Liga e Parë is het tweede niveau van het voetbal in Kosovo en wordt georganiseerd door de Kosovaarse voetbalbond.
De competitie was eerst een onderafdeling van het regionale Kosovaarse voetbal binnen Joegoslavië en later de Federale Republiek Joegoslavië. Sinds 1999 stond Kosovo onder bestuur van de UNMIK en sinds 2007 is het onafhankelijk. De eerste jaren werd er in twee regionale groepen gespeeld. De bovenste twee of drie ploegen promoveren naar de Raiffeisen Superliga en de onderste teams, meestal twee, degraderen naar de Liga e Dytë.

## Kampioenen[1]
- 2002: Vëllaznimi of Shqiponja (A), Ferizaj of Getoari (B)
- 2003: KF KEK-u (A), KF Getoari (B)
- 2004: KF Llapi (A), KF Liria (B)
- 2005: Gjilani KF
- 2006: KF Hysi
- 2007: 2 Korriku
- 2008: KF Istogu
- 2009: KF Liria
- 2010: KF Trepça '89
- 2011: KF Drita
- 2012: KF Feronikeli
- 2013: KF Ferizaj
- 2014: KF Vëllaznimi
- 2015: KF Llapi
- 2016: KF Trepça
- 2017: KF Flamurtari
- 2018: KF KEK
- 2019: KF Vushtrria
- 2020: KF Besa
- 2021: KF Malisheva
- 2022: KF Trepça '89 (A), KF Ferizaj (B)
- 2023: KF Feronikeli (A), KF Fushë Kosova (B)
- 2024: KF Suahreka (A), KF Ferizaj (B)

A&N ·
Arbëria ·
Besa ·
Drenasi ·
KF Flamurtani ·
Fushë Kosova ·
Istogu ·
Kika ·
2 Korriku ·
Liria ·
Onix ·
Ramiz Sadiku ·
Trepça ·
Trepça'89 ·
Vëllaznimi ·
KF Verizaj ·
Vitia ·
Vllaznia Pozheran
Albanië · 
Andorra · 
Armenië · 
Azerbeidzjan · 
België (tot 2016 / vanaf 2016) ·
Bhutan ·
Bosnië-Herzegovina (BiH) · 
Bosnië-Herzegovina (RS) · 
Bulgarije · 
Curaçao · 
Cyprus · 
Denemarken · 
Duitsland · 
Engeland · 
Estland · 
Faeröer · 
Finland · 
Frankrijk · 
Georgië · 
Gibraltar · 
Griekenland · 
Hongarije · 
Ierland · 
IJsland · 
Israël · 
Italië · 
Kazachstan · 
Kosovo · 
Kroatië · 
Letland · 
Litouwen · 
Luxemburg · 
Malta · 
Moldavië · 
Montenegro · 
Nederland · 
Noord-Ierland · 
Noord-Macedonië · 
Noorwegen · 
Oekraïne · 
Oostenrijk · 
Polen · 
Portugal · 
Roemenië · 
Rusland · 
Schotland · 
Servië · 
Servië en Montenegro (FR Joegoslavië) ·
Slovenië · 
Slowakije · 
Sovjet-Unie · 
Spanje · 
Tsjechië · 
Tsjecho-Slowakije ·
Turkije · 
Turkse Republiek Noord-Cyprus · 
Wales (Noord) · 
Wales (Zuid) · 
Wit-Rusland · 
Zweden · 
Zwitserland